# Yaginumaella flexa
Yaginumaella flexa là một loài nhện trong họ Salticidae.
Loài này thuộc chi Yaginumaella. Yaginumaella flexa được Da-xiang Song & Jian-yuan Chai miêu tả năm 1992.